# カルロ・ゾッティ
カルロ・ゾッティ（Carlo Zotti, 1982年9月3日 - ）は、イタリアのサッカー選手。イタリア、ベネヴェント出身。ポジションはゴールキーパー。

## 経歴
ASローマのユース出身。トップチームに昇格した当初はフランチェスコ・アントニオーリ、イバン・ペリッツォーリ、クリスティアーノ・ルパテッリといった経験豊富なゴールキーパーが在籍し、さらには同年代にジャンルカ・クルチがおり出場機会がほとんどなかった。2004年にクラブと5年契約を締結したが、翌年にはアスコリ・カルチョにレンタル移籍した。2006年夏にローマに戻ってきたが、クラブにジュリオ・セルジオとドニという2人のブラジル人がいたため、出場機会に恵まれることはなかった。
2008年、セリエBに昇格したASチッタデッラに移籍。2009年1月28日にはスイスのACベッリンツォーナと契約。
U-17、U-18、U-21のイタリア代表経験がある。2004年には、控えではあるが、U-21イタリア代表としてUEFA U-21欧州選手権に優勝している。

## 所属クラブ
- ASローマ　2001-2010

→ アスコリ・カルチョ (loan) 2005-2006
→ UCサンプドリア (loan) 2007
→ ASチッタデッラ (loan) 2008
→ ACベッリンツォーナ (loan) 2009-2010
- ACベッリンツォーナ　2010-2011
- Losone Sportiva 2012
- FCヴィル1900 2012-2014
- FCロカルノ 2015